# Ford Bantam
 (août 2021).
La mise en forme du texte ne suit pas les recommandations de Wikipédia : il faut le « wikifier ».
Les points d'amélioration suivants sont les cas les plus fréquents :
- Les titres sont pré-formatés par le logiciel. Ils ne sont ni en capitales, ni en gras.
- Le texte ne doit pas être écrit en capitales (les noms de famille non plus), ni en gras, ni en italique, ni en « petit »…
- Le gras n'est utilisé que pour surligner le titre de l'article dans l'introduction, une seule fois.
- L'italique est rarement utilisé : mots en langue étrangère, titres d'œuvres, noms de bateaux, etc.
- Les citations ne sont pas en italique mais en corps de texte normal. Elles sont entourées par des guillemets français : « et ».
- Les listes à puces sont à éviter, des paragraphes rédigés étant largement préférés. Les tableaux sont à réserver à la présentation de données structurées (résultats, etc.).
- Les appels de note de bas de page (petits chiffres en exposant, introduits par l'outil «  Source ») sont à placer entre la fin de phrase et le point final[comme ça].
- Les liens internes (vers d'autres articles de Wikipédia) sont à choisir avec parcimonie. Créez des liens vers des articles approfondissant le sujet. Les termes génériques sans rapport avec le sujet sont à éviter, ainsi que les répétitions de liens vers un même terme.
- Les liens externes sont à placer uniquement dans une section « Liens externes », à la fin de l'article. Ces liens sont à choisir avec parcimonie suivant les règles définies. Si un lien sert de source à l'article, son insertion dans le texte est à faire par les notes de bas de page.
- La présentation des références doit suivre les conventions bibliographiques. Il est recommandé d'utiliser les modèles {{Ouvrage}}, {{Chapitre}}, {{Article}}, {{Lien web}} et/ou {{Bibliographie}}. Le mode d'édition visuel peut mettre en forme automatiquement les références.
- Insérer une infobox (cadre d'informations à droite) n'est pas obligatoire pour parachever la mise en page.

Pour une aide détaillée, merci de consulter Aide:Wikification.
Si vous pensez que ces points ont été résolus, vous pouvez retirer ce bandeau et améliorer la mise en forme d'un autre article.
 (août 2021).
La Ford Bantam est un coupé utilitaire/pick-up (connu sous le nom de « Bakkie » en anglais sud-africain) produit en Afrique du Sud. La production du Bantam s'est étendue sur trois générations, le véhicule étant produit en Afrique du Sud pour être vendu sur le marché sud-africain.

## Histoire
Introduit en Afrique du Sud en 1983, le Bantam a connu le succès à la fois en tant que véhicule utilitaire compact et robuste et en tant que véhicule privé axé sur les loisirs. Il a été abandonné en 2011 sans remplaçant immédiat. Cependant, des rumeurs persistent selon lesquelles un remplaçant de nouvelle génération du Bantam pourrait arriver sur le marché sud-africain d'ici 2022.

## Fond

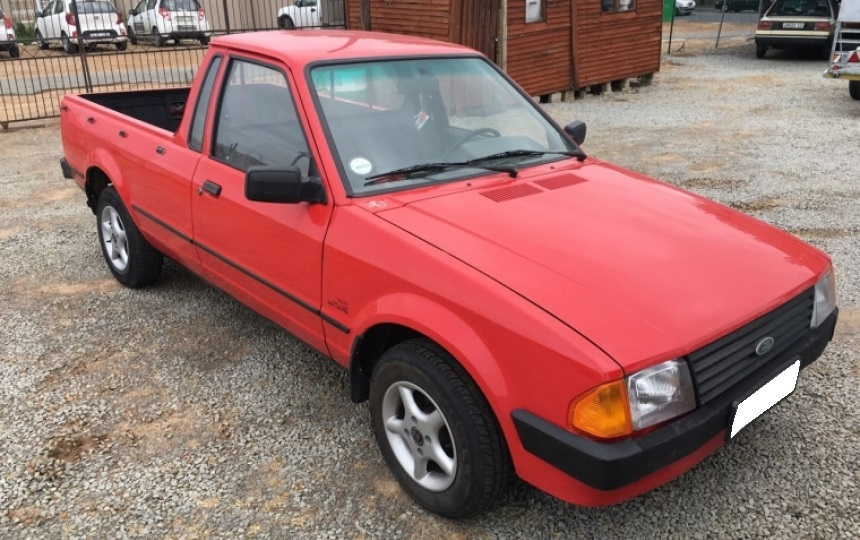
Ford Escort Mk.III-derived Ford Bantam

Les coupés utilitaires/pick-ups tels que le Bantam sont populaires en Afrique du Sud en tant qu'alternatives plus abordables, compactes et économes en carburant. Leur taille compacte et leur facilité de manipulation signifient qu'ils sont viables non seulement en tant que véhicules utilitaires légers ou moyens, mais également en tant que moyen de transport quotidien.
Les pick-up destinés à un usage commercial intensif (modèle dit «d'une tonne» en Afrique du Sud) sont souvent basés sur un châssis en échelle en acier, la cabine et la benne de chargement étant montées séparément. Dans ces modèles, les moteurs essence ont généralement une cylindrée comprise entre 2 000 cm3 et 4 000 cm3, et celles des moteurs diesel est généralement comprise entre 2 000 cm3 et 3 200 cm3. Les véhicules sont généralement conçus pour transporter des charges comprises entre 900 et 1 100 kg.
En revanche, les coques des pickups compacts tels que les Bantam (modèles appelés «demi-tonne») sont presque toujours de configuration monocoque. Cela permet une plus grande similitude de pièces avec les voitures particulières sur lesquelles ils sont basés, ainsi qu'un assemblage plus facile sur une chaîne de production parallèle. Ils ont généralement environ 35% de masse à vide en moins qu'un modèle «une tonne» typique, la cylindrée de leurs moteurs se situe généralement entre 1 300 cm3 et 1 800 cm3, et ils sont généralement conçus pour transporter des charges ne dépassant pas 800 kg.

### Première génération (1983-1990)
La première génération de Bantam a été introduite en Afrique du Sud en 1983. Il était destiné à concourir pour des parts de marché qui étaient, à l'époque, presque entièrement monopolisées par le 1400 Bakkie B140 de Nissan (qui était dérivé de la berline B110), le reste étant comptabilisé par le Volkswagen Caddy récemment sorti. Le Bantam (du nom d'une race de volaille connue pour sa petite taille et sa nature courageuse et provocante) était basé sur la Ford Escort Mark III. Il comportait une benne de chargement, un hayon, des feux arrière, des vitres arrière en custode et une suspension arrière avec essieu à ressort à lames développés en Afrique du Sud.
Comme l'Escort sur laquelle il était basé, le Bantam était initialement disponible avec des versions de 1 296 cm3 et 1 598 cm3 du moteur Hemi (aussi appelé moteur CVH) à angle de soupape composé de Ford alimenté par carburateur. Face aux critiques du marché sud-africain concernant le bruit, les vibrations, la dureté et la consommation de carburant excessivement élevée, Ford Afrique du Sud a choisi d'arrêter l'installation du moteur CVH. Par la suite, les Escort et les Bantam sud-africains ont été équipés de variantes à flux croisés du moteur Kent techniquement obsolète.
Le Bantam était initialement produit à l'usine Ford de Struandale, Port Elizabeth. Après le désinvestissement de Ford en Afrique du Sud à l'époque de l'apartheid, la production du Bantam a été transférée à l'usine Samcor (en) de Silverton, Pretoria. Avant le désinvestissement, les panneaux extérieurs du hayon des Bantam et des Rustler avaient un script «Ford» ou «Mazda», tandis que les véhicules post-désinvestissement ont un script «MMI».
Sur le marché sud-africain, le Bantam était également disponible sous le nom de Mazda Rustler.

### Deuxième génération (1990-2001)
En 1990, le Bantam dérivé de l'Escort a été remplacé par un modèle dérivé de la Mazda 323. Pour réduire les coûts de recherche et de développement, le nouveau Bantam utilisait une version légèrement modifiée de la benne de chargement provenant du précédent Bantam. Le remodelage et la finition du nouveau véhicule ont été entrepris par le studio de design interne de Samcor. Le nouveau Bantam a été le premier véhicule produit en Afrique du Sud à être soumis à une analyse des contraintes par éléments finis modélisés par ordinateur, et a également bénéficié de tests de durabilité accélérés menés par l'Université de Pretoria. Comme auparavant, le véhicule était également disponible en tant que Mazda Rustler.
Les Bantam et Rustler dérivés de la 323 étaient disponibles dans différents niveaux de finition et avec un choix de trois moteurs essence différents : le moteur B3 alimenté par carburateur de 1 323 cm3 de Mazda produisant 50 kW, le moteur B6 alimenté par carburateur de 1 597 cm3 de Mazda produisant 60 kW et la variante à injection de carburant du moteur B6 de 1 597 cm3 qui produisait 77 kW.
Des versions de luxe de 60 kW avec des sièges baquets recouverts de tissu, un volant sport et des décalcomanies de carrosserie étaient également disponibles. La variante de Ford portait le badge Explorer, tandis que la variante de Mazda portait le badge Drifter.

### Troisième génération (2002-2011)
Le Bantam de troisième génération a été lancé en 2002, basé sur la Ford Fiesta de cinquième génération. Comme pour le Bantam dérivé de la Mazda 323, le Bantam dérivé de la Fiesta a conservé une version modifiée de la benne de chargement et de la suspension arrière du Bantam Mark I. La production s'est poursuivie à l'usine de Silverton. Bien que la Mazda 121 (une Ford Fiesta rebadgée) soit disponible en Afrique du Sud, la demande a été jugée suffisamment faible pour qu'un Bantam rebadgé Mazda ne soit mis en production.

#### Version initiale (2002-2006)
Le Bantam de troisième génération était initialement proposé avec un choix de moteurs essence Rocam (moteur Roller Finger Camshaft) de  1 297 et 1 597 cm3, et un moteur diesel Endura-D à aspiration normale de 1 755 cm3. Étant un dérivé à faible coût du moteur Zetec-SE multisoupape destiné aux marchés en développement, le moteur Rocam de conception brésilienne est de configuration à simple arbre à cames en tête avec deux soupapes par cylindre.
Les Bantam à moteur Rocam étaient disponibles en quatre niveaux de finition différents, avec des sièges baquets en équipement standard sur tous les Bantam. Les versions de base (flottes) comportaient des intérieurs austères avec garniture de siège en vinyle et pas de climatisation, pas de direction assistée et pas de système audio. Les versions XL étaient dotées d'un revêtement en tissu Jacquard, jantes en alliage de quatorze pouces, systèmes audio à quatre haut-parleurs, instrumentation complète, direction assistée et climatisation. En plus des fonctionnalités de la version XL, les versions XLT comportaient des vitres électriques, rétroviseurs à réglage électrique, feux de brouillard avant et rétroviseurs extérieurs et pare-chocs avant à code couleur. En plus des fonctionnalités de la version XLT, les versions XLE comportaient des poignées de porte extérieures à code couleur, instrumentation de style course à face blanche, airbags conducteur et passager et tendeurs pyrotechniques pour ceinture de sécurité. Les Bantam à moteur Endura-D étaient disponibles dans les niveaux de finition de base et XL.

#### Premier lifting (2006-2009)
En 2006, le Bantam a subi un restyle mineur dans le cadre d'une mise à niveau de mi- cycle. Le tableau de bord a été simplifié, les phares à double filament ont été remplacés par des phares à ampoules séparées pour les feux de croisement et de route, les feux arrière et les phares antibrouillards avant ont été redessinés et différentes jantes en alliage ont été installées sur les versions XL, XLT et XLE. L'option moteur diesel n'était plus disponible.
Deuxième lifting (2009-2011)
En 2009, le Bantam a reçu une deuxième mise à niveau de mi- cycle consistant en un tout nouveau capot, tous nouveaux phares, tout nouveau pare-chocs avant, tout nouveau feux arrière, nomenclature 'Liquid Chrome', tout nouveau combiné d'instrumentations et toute nouvelle garniture intérieure. Les versions à moteur Rocam ont également reçu des convertisseurs catalytiques. Pour contrer le défi posé par les pickups d'une demi-tonne plus modernes et avec moteurs turbo diesel avancés (comme l'Opel Corsa Utility), Ford Afrique du Sud a également proposé l'option de moteur DuraTorq de 1 399 cm3.
En 2011, Ford Afrique du Sud a mis fin à la production du Bantam, concentrant ses efforts de marketing sur le Ranger plus grand et plus cher. En 2013, Ford USA a emboîté le pas, arrêtant les importations du Courier de fabrication brésilienne,.En l'absence de remplaçant équivalent disponible, le soutien de Ford au segment des utilitaires coupés d'une demi-tonne a pris fin.

##### Similitude avec le Ford Courier
Un autre pick-up/coupé utilitaire dérivé de la Fiesta de cinquième génération, indépendamment du Bantam. Le véhicule en résultant, le Ford Courier, était conçu et produit au Brésil, initialement pour le marché intérieur brésilien. À partir de l'arrière des montants A du véhicule, le Bantam et le Courier ne partagent presque aucune pièce commune. Alors que le Bantam utilise les portes avant plus courtes de la Ford Ikon et de la Fiesta à hayon 5 portes en conjonction avec des vitres arrière en custode, le Courier utilise les portes avant plus longues de la Fiesta à hayon 3 portes, sans custode. La production du Courrier basé sur la Fiesta a pris fin en 2013.

### Développements futurs
À la suite de l'arrêt du Bantam dérivé de la Fiesta, au retrait, par Fiat Afrique du Sud, du Strada dérivé de la Palio et au désinvestissement de General Motors du marché sud-africain (fin de la production du Chevrolet Utility dérivé de la Spark), le Nissan NP200 dérivé de la Renault Logan est le seul utilitaire coupé d'une demi-tonne restant sur le marché sud-africain en juillet 2021.
La détérioration de l'économie de l'Afrique du Sud, combinée à l'inaccessibilité relative des pickups plus grands tels que le Toyota Hilux et le Ford Ranger, signifie que la demande pour un remplaçant du Bantam n'a jamais diminué. Depuis la fin de la production du Bantam, des rumeurs non confirmées ont circulé concernant des plans de Ford Afrique du Sud pour remplacer le Bantam par un équivalent direct,. En 2021, aucun véhicule de ce type n'est encore produit.
Il reste aujourd'hui des rumeurs selon lesquelles Ford USA pourrait développer un remplaçant pour le Courier brésilien, peut-être basé sur la plate-forme de la Focus de nouvelle génération. S'il est autorisé à être produit, le nouveau véhicule pourra être commercialisé d'ici 2022.

## Galerie
|                                     |
| Ford Bantam de première génération. |

|                                    |
| Ford Bantam de seconde génération. |

|                                      |
| Ford Bantam de troisième génération. |